# Березовский, Пётр Васильевич
Пётр Васи́льевич Березо́вский (5 октября 1874, Солигалич, Костромская губерния — ок. 1936) — русский педагог, общественный деятель и политик, член III Государственной думы от Волынской губернии.

## Биография
Православный. Сын учителя духовного училища.
Окончил Солигаличское духовное училище (1888) и Костромскую духовную семинарию (1894). Высшее образование получил в Киевской духовной академии, которую окончил в 1898 году со степенью кандидата богословия за сочинение «Богословский курс Стефана Яворского». По окончании духовной академии состоял учителем истории, географии и педагогики в женском духовном училище и женских гимназиях города Житомира. Состоял членом и казначеем Волынского епархиального училищного совета с 1900 года. Дослужился до чина коллежского советника (1907).
В годы первой русской революции состоял в рядах патриотических организаций, возникших в Житомире. Первоначально был членом «Патриотического общества», а затем вступил «Союз русского народа» и в 1906 году был избран товарищем председателя Житомирского отдела СРН. Этим отделом был командирован в местечко Старосельцы, близ Белостока, для открытия там отдела «Союза русского народа» и на З-й съезд монархистов в Москве в 1907 году. Сотрудничал в правых газетах «Волынская жизнь» и «Русское знамя». Состоял членом Совета Волынского отдела и кандидатом в члены Главного совета СРН.
В 1907 году был избран членом III Государственной думы от 1-го и 2-го съездов городских избирателей Волынской губернии. Входил во фракцию правых и был секретарем бюро фракции. Состоял членом комиссий: бюджетной, по народному образованию, и по судебным реформам. Выступал за принятие закона о подоходном налоге, который тормозился октябристами и умеренно-правыми. 28 июля 1912 года заявил о сложении полномочий члена ГД с 1 августа того же года.
На выборах в IV Государственную думу входил в Житомирскую уездную избирательную комиссию Комитета русских избирателей. Баллотировался в выборщики по Житомиру, но не прошел.
В 1936 году арестован и вскоре расстрелян «за контрреволюционную деятельность».

## Семья
- Жена: Нина Клементьевна
- Сын: Михаил (1910[1]—?)